# Domizio Zenofilo
Domizio Zenofilo (latino: Domitius Zenophilus o Zenofilus; fl. 320-333) è stato un politico romano dell'Impero, console nel 333.
Zenofilo fece la propria carriera sotto l'imperatore Costantino I; fu corrector della provincia di Sicilia, poi, nel 320, consolare di Numidia, E infine, tra il 326 e il 333, proconsole d'Africa. Nel 333 fu console posterior con Flavio Dalmazio, fratello di Costantino I.
Nel 320 condusse un processo contro il donatista Purpurio, vescovo di Limata, che aveva rubato alcune coppe dal tempio di Serapide a Cartagine, in occasione di una sommossa dei cristiani contro i pagani. Il verbale del processo è riportato da Optato di Milevis (Gesta apud Zenophilum).